# M4 (Groot-Brittannië)
De M4 is een Britse autosnelweg met een lengte van 305 km en verbindt Londen met Wales. De weg is onderdeel van de E30. De belangrijkste plaatsen langs de M4 zijn Reading, Swindon, Bristol, Newport, Cardiff en Swansea.
Na de kruising met de rivier Severn over de Second Severn Crossing volgt de M4 de A48 door Wales, tot het traject eindigt iets ten noorden van Pontarddulais.

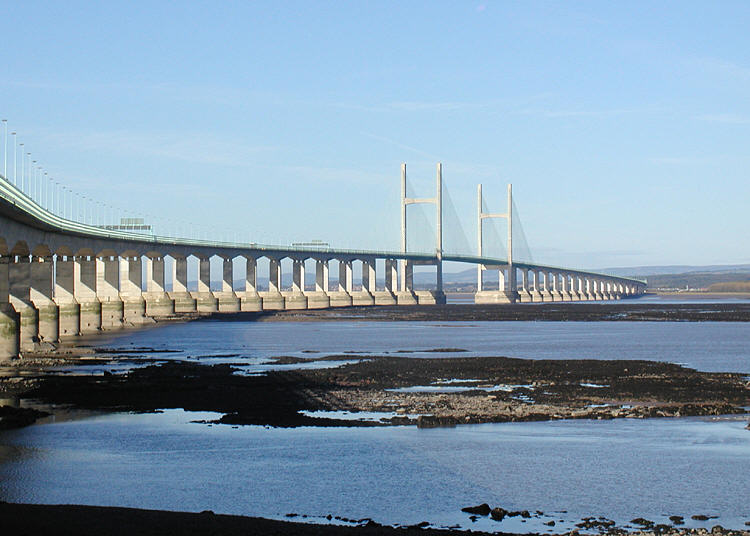
De Second Severn Crossing, de brug over de Severn

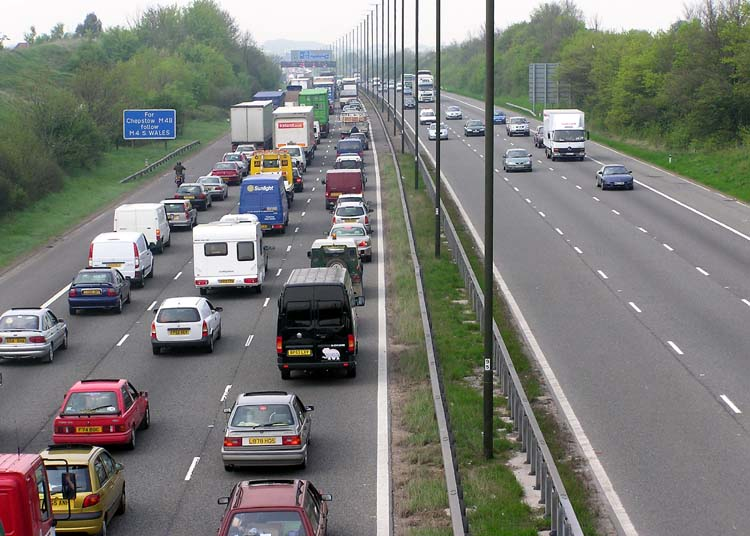
M4 bij Bristol

Groot-Brittannië:
M1 · M2 · M3 · M4 · M5 · M6 · M6 Toll · M8 · M9 · M10 · M11 · M18 · M20 · M23 · M25 · M26 · M27 · M32 · M40 · M42 · M45 · M48 · M49 · M50 · M53 · M54 · M55 · M56 · M57 · M58 · M60 · M61 · M62 · M65 · M66 · M67 · M69 · M73 · M74 · M77 · M80 · M90 · M180 · M181 · M271 · M275 · M602 · M606 · M621 · M876 · M898
A1(M) · A3(M) · A38(M) · A48(M) · A57(M) · A58(M) · A64(M) · A66(M) · A74(M) · A167(M) · A194(M) · A308(M) · A329(M) · A404(M) · A601(M) · A627(M) · A823(M)
Noord-Ierland:
M1 · M2 · M3 · M5 · M12 · M22 · A8(M)